# Hosakote, Virajpet
Hosakote là một làng thuộc tehsil Virajpet, huyện Kodagu, bang Karnataka, Ấn Độ.